# 博亞納冰川
62°42′18″S 60°05′30″W / 62.70500°S 60.09167°W

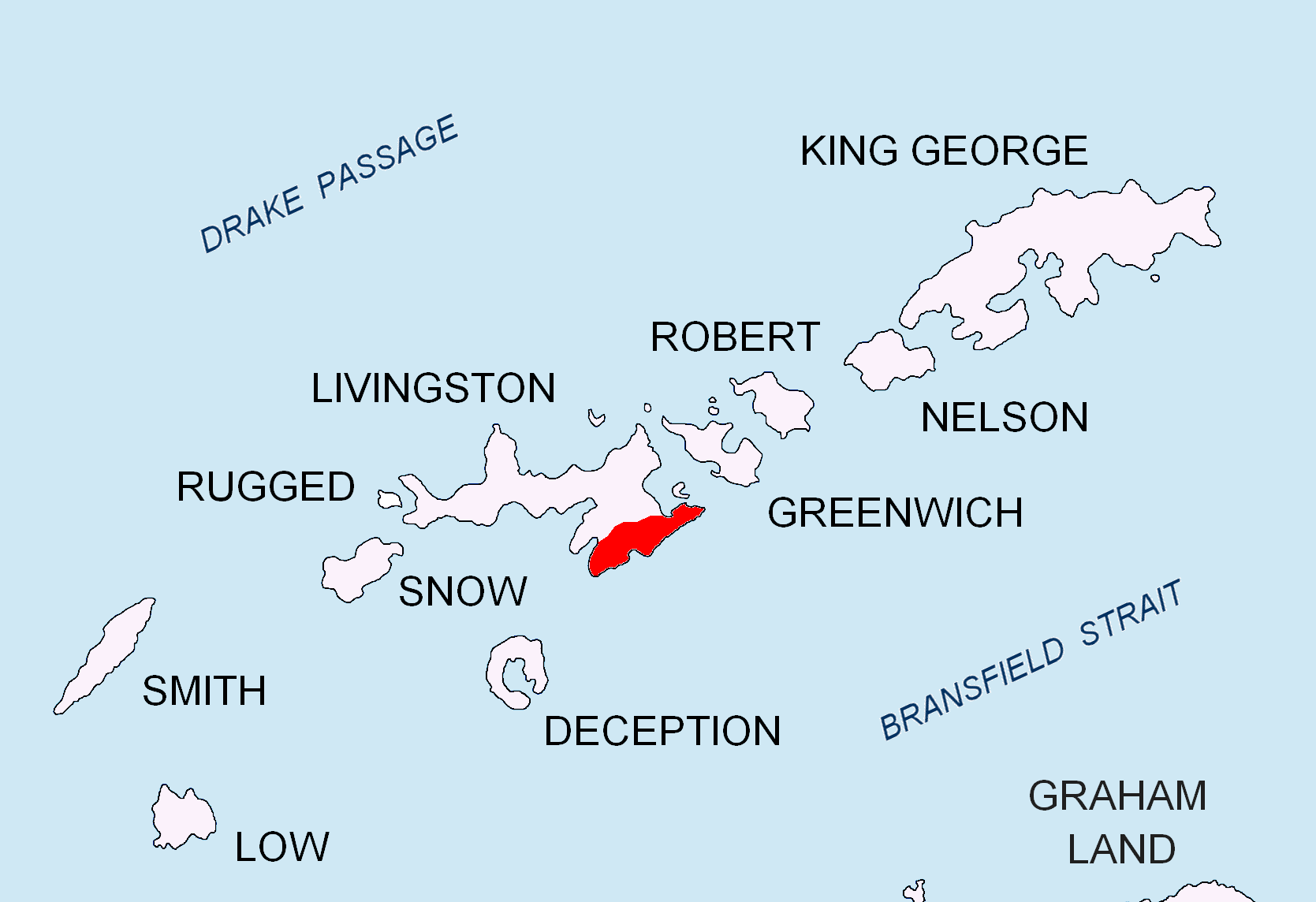

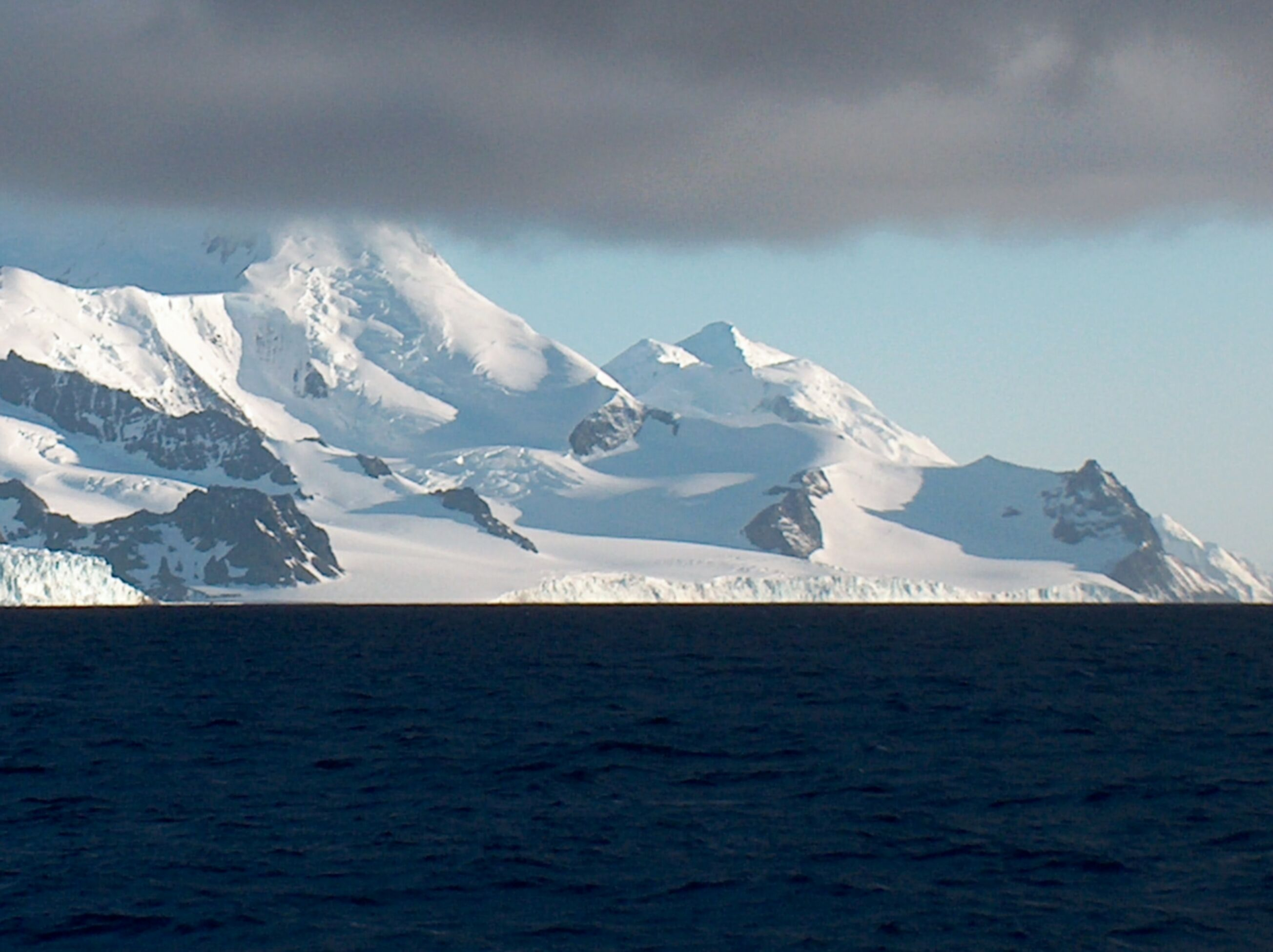

博亞納冰川是南極洲的冰川，位於南設得蘭群島的利文斯頓島，屬於騰格里山脈的列夫斯基嶺，最終在瓦佐夫角和艾托斯角之間注入布蘭斯菲爾德海峽。

## 外部連結
- SCAR Composite Gazetteer of Antarctica（页面存档备份，存于）.